# Telki
Telki is een plaats (község) en gemeente in het Hongaarse comitaat Pest. Telki telt 3113 inwoners (2007).

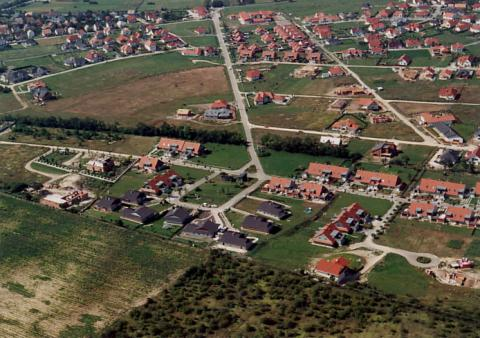
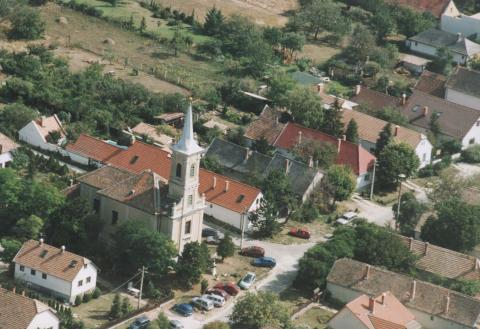
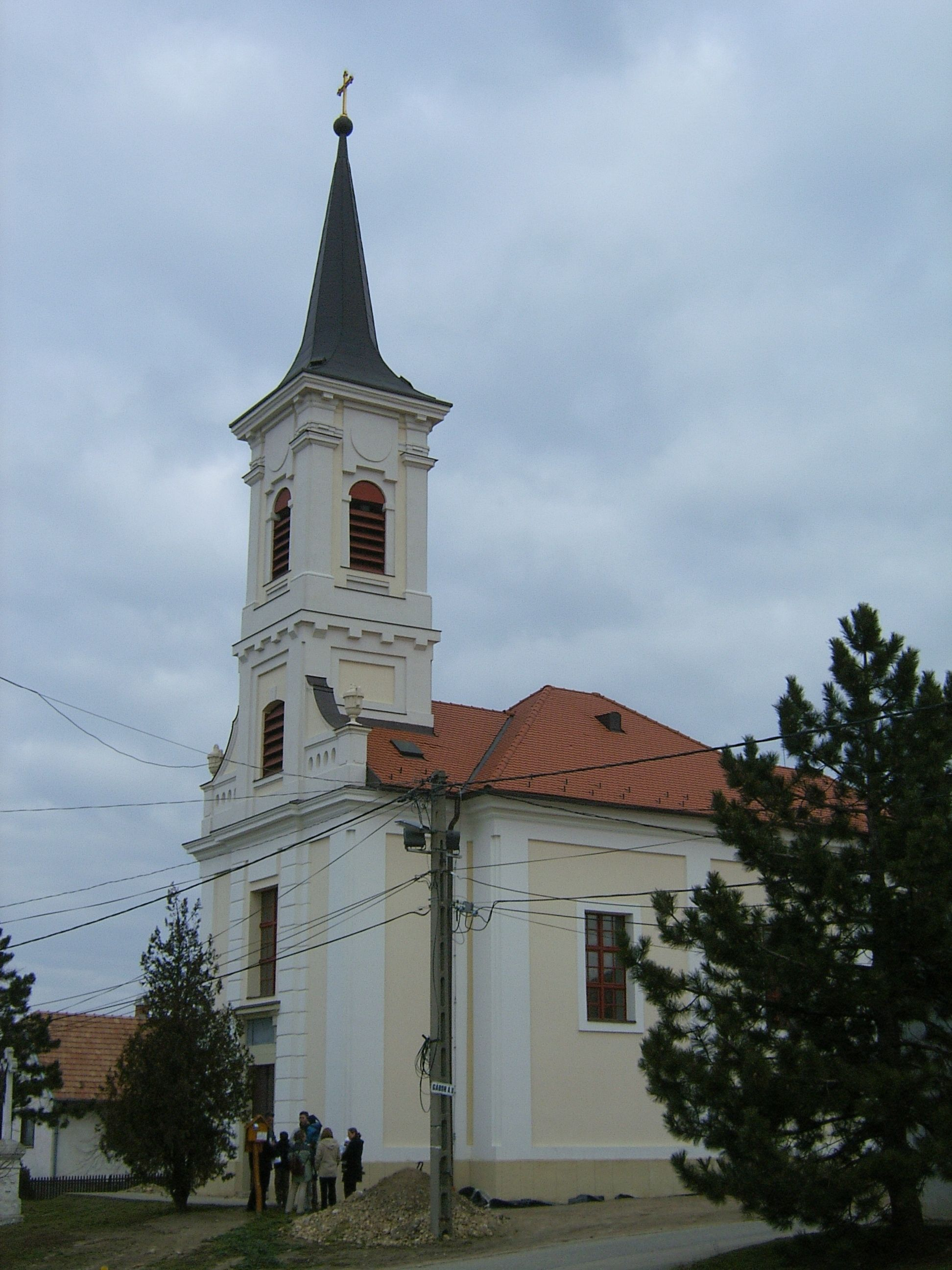